# Перо Георгиев
Перо Миланов Георгиевски – Чичо е шивач, югославски комунистически партизанин и народен герой на Югославия.

## Биография
Роден е през 1918 година в град Куманово. Произлиза от занаятчийско семейство. След като завършва начално училище започва да се учи на шивашки занаят. През 1933 година още петнадесет годишен става член на Съюза на комунистическата младеж на Югославия, а през 1936 година и член на ЮКП. През 1937 година става член на Покрайненския комитет на СКМЮ за Македония и член на местния комитет на ЮКП в Куманово. Политическата му дейност не остава незабелязана от полицията и той е преследван и арестуван.
Участва и организира големите демонстрации против влизането на Кралство Югославия в Тройния съюз на 27 март 1941 година в Куманово. След окупацията на Югославия се противопоставя на Методи Шаторов, който присъединява македонската партийна организация към Българската комунистическа партия.
Като секретар на Партийния комитет в Куманово работи за подготовката на въоръжено въстание. През октомври 1941 година заминава за Карадаг, където е назначен за политически комисар на Карадачкия партизански отряд. Партизанският отряд е преследван постоянно от немски и български войски скоро е разбит. Перо заедно с още 14 души е заобиколен от български военни части край село Белановце. Те отхвърлят предложението да се предадат. Перо и останалите бойци правят опит да пробият блокадата, при което той пада убит.
Провъзгласен е за народен герой на Югославия на 11 октомври 1951 година.